# Elisabeth Gössmann
Elisabeth Gössmann   (Osnabrück, 21 de juny de 1928 - 1 de maig de 2019) fou una teòloga catòlica alemanya, representant de la teologia feminista en el si de l'Església catòlica.
Va estudiar teologia, catolicisme, filosofia i germanística a Münster i feu l'examen d'estat el 1952. En la Universitat de Múnic va estudiar el cas de Michael Schmaus. Li interessava també l'Escolàstica, els franciscans i els dominics.
El 1954 es va doctorar amb Joseph Ratzinger i Uta Ranke-Heinemann: fins llavors, cap dona s'havia doctorat en teologia en aquesta universitat; el mateix any es va casar amb l'historiador Guillermo Gössmann, amb qui tingué dues filles i dos nets.